# Neighbours from Hell 2: On Vacation
Neighbours from Hell 2: On Vacation is een computerspel, ontwikkeld door JoWooD Vienna en uitgegeven door JoWooD Productions in 2004. Het is het vervolg op Neighbours from Hell. Het spel maakt gebruik van cartoon-achtige graphics.

## Algemeen
In het spel speelt men Woody; hij is de hoofdpersoon van een televisieshow waarin hij de buurman treitert. De gebeurtenissen worden gevolgd door camera's en in 14 afleveringen dient men zo veel mogelijk ongein uit te halen. De buurman gaat met een cruiseschip op vakantie naar India en China. Ook de moeder van de buurman is mee op vakantie, wat een extra hindernis voor de speler betekent.
Wanneer de buurman de ongein bemerkt, wordt hij boos wat een goede kijkersbeoordeling voor die aflevering oplevert. Deze beoordeling kan hoger worden als de speler erin slaagt de buurman kort achter elkaar boos te laten worden. Als Woody echter betrapt wordt (bijvoorbeeld gezien door de buurman of zijn moeder of bij het uitvoeren van een grap), dient men opnieuw te beginnen.
Het spel speelt zich af op 6 verschillende locaties in China, India, Mexico en op het cruiseschip. Ook zijn er nieuwe personages die soms ook gebruikt kunnen bij het uithalen van een grap: onder andere de bemanning van het schip, het personeel van plaatselijke winkeltjes en een atletische vrouw met haar kind.